# 赫拉德·范费尔德
赫拉德·范费尔德（荷蘭語：Gerard van Velde，1971年11月30日—），荷兰男子速度滑冰运动员。他曾代表荷兰获得2002年冬季奥运会速度滑冰比赛男子1000米金牌。他也参加了1992年和1994年冬季奥运会。